# Willmar, Minnesota
Willmar là một thành phố quận lỵ quận Kandiyohi thuộc tiểu bang Minnesota, Hoa Kỳ. Thành phố có diện tích 35,2 km² trong đó có 4,6  km² là diện tích mặt nước, dân số theo điều tra dân số năm 2000 của Cục điều tra dân số Hoa Kỳ là 18.351 người.

## Khí hậu
| Dữ liệu khí hậu của Willmar, Minnesota, 1991–2020 normals, extremes 1893–present | Dữ liệu khí hậu của Willmar, Minnesota, 1991–2020 normals, extremes 1893–present | Dữ liệu khí hậu của Willmar, Minnesota, 1991–2020 normals, extremes 1893–present | Dữ liệu khí hậu của Willmar, Minnesota, 1991–2020 normals, extremes 1893–present | Dữ liệu khí hậu của Willmar, Minnesota, 1991–2020 normals, extremes 1893–present | Dữ liệu khí hậu của Willmar, Minnesota, 1991–2020 normals, extremes 1893–present | Dữ liệu khí hậu của Willmar, Minnesota, 1991–2020 normals, extremes 1893–present | Dữ liệu khí hậu của Willmar, Minnesota, 1991–2020 normals, extremes 1893–present | Dữ liệu khí hậu của Willmar, Minnesota, 1991–2020 normals, extremes 1893–present | Dữ liệu khí hậu của Willmar, Minnesota, 1991–2020 normals, extremes 1893–present | Dữ liệu khí hậu của Willmar, Minnesota, 1991–2020 normals, extremes 1893–present | Dữ liệu khí hậu của Willmar, Minnesota, 1991–2020 normals, extremes 1893–present | Dữ liệu khí hậu của Willmar, Minnesota, 1991–2020 normals, extremes 1893–present | Dữ liệu khí hậu của Willmar, Minnesota, 1991–2020 normals, extremes 1893–present |
| Tháng                                                                            | 1                                                                                | 2                                                                                | 3                                                                                | 4                                                                                | 5                                                                                | 6                                                                                | 7                                                                                | 8                                                                                | 9                                                                                | 10                                                                               | 11                                                                               | 12                                                                               | Năm                                                                              |
| -------------------------------------------------------------------------------- | -------------------------------------------------------------------------------- | -------------------------------------------------------------------------------- | -------------------------------------------------------------------------------- | -------------------------------------------------------------------------------- | -------------------------------------------------------------------------------- | -------------------------------------------------------------------------------- | -------------------------------------------------------------------------------- | -------------------------------------------------------------------------------- | -------------------------------------------------------------------------------- | -------------------------------------------------------------------------------- | -------------------------------------------------------------------------------- | -------------------------------------------------------------------------------- | -------------------------------------------------------------------------------- |
| Cao kỉ lục °F (°C)                                                               | 62 (17)                                                                          | 62 (17)                                                                          | 79 (26)                                                                          | 94 (34)                                                                          | 105 (41)                                                                         | 103 (39)                                                                         | 107 (42)                                                                         | 105 (41)                                                                         | 105 (41)                                                                         | 91 (33)                                                                          | 80 (27)                                                                          | 64 (18)                                                                          | 107 (42)                                                                         |
| Trung bình tối đa °F (°C)                                                        | 40.5 (4.7)                                                                       | 44.3 (6.8)                                                                       | 61.2 (16.2)                                                                      | 77.7 (25.4)                                                                      | 88.5 (31.4)                                                                      | 91.9 (33.3)                                                                      | 91.8 (33.2)                                                                      | 90.2 (32.3)                                                                      | 87.4 (30.8)                                                                      | 81.5 (27.5)                                                                      | 61.0 (16.1)                                                                      | 44.4 (6.9)                                                                       | 94.7 (34.8)                                                                      |
| Trung bình ngày tối đa °F (°C)                                                   | 20.5 (−6.4)                                                                      | 25.7 (−3.5)                                                                      | 38.2 (3.4)                                                                       | 54.0 (12.2)                                                                      | 67.6 (19.8)                                                                      | 77.9 (25.5)                                                                      | 81.5 (27.5)                                                                      | 79.4 (26.3)                                                                      | 72.1 (22.3)                                                                      | 57.4 (14.1)                                                                      | 40.1 (4.5)                                                                       | 26.4 (−3.1)                                                                      | 53.4 (11.9)                                                                      |
| Trung bình ngày °F (°C)                                                          | 11.7 (−11.3)                                                                     | 15.8 (−9.0)                                                                      | 29.1 (−1.6)                                                                      | 43.8 (6.6)                                                                       | 57.4 (14.1)                                                                      | 67.9 (19.9)                                                                      | 71.7 (22.1)                                                                      | 69.1 (20.6)                                                                      | 61.1 (16.2)                                                                      | 46.9 (8.3)                                                                       | 31.8 (−0.1)                                                                      | 18.3 (−7.6)                                                                      | 43.7 (6.5)                                                                       |
| Tối thiểu trung bình ngày °F (°C)                                                | 2.9 (−16.2)                                                                      | 6.0 (−14.4)                                                                      | 20.1 (−6.6)                                                                      | 33.6 (0.9)                                                                       | 47.1 (8.4)                                                                       | 57.8 (14.3)                                                                      | 61.9 (16.6)                                                                      | 58.9 (14.9)                                                                      | 50.1 (10.1)                                                                      | 36.5 (2.5)                                                                       | 23.5 (−4.7)                                                                      | 10.1 (−12.2)                                                                     | 34.0 (1.1)                                                                       |
| Trung bình tối thiểu °F (°C)                                                     | −19.7 (−28.7)                                                                    | −15.8 (−26.6)                                                                    | −3.8 (−19.9)                                                                     | 18.9 (−7.3)                                                                      | 32.8 (0.4)                                                                       | 45.0 (7.2)                                                                       | 51.5 (10.8)                                                                      | 47.2 (8.4)                                                                       | 34.2 (1.2)                                                                       | 21.0 (−6.1)                                                                      | 4.2 (−15.4)                                                                      | −13.1 (−25.1)                                                                    | −22.3 (−30.2)                                                                    |
| Thấp kỉ lục °F (°C)                                                              | −40 (−40)                                                                        | −38 (−39)                                                                        | −31 (−35)                                                                        | −5 (−21)                                                                         | 19 (−7)                                                                          | 32 (0)                                                                           | 39 (4)                                                                           | 33 (1)                                                                           | 19 (−7)                                                                          | −1 (−18)                                                                         | −22 (−30)                                                                        | −35 (−37)                                                                        | −40 (−40)                                                                        |
| Lượng Giáng thủy trung bình inches (mm)                                          | 0.68 (17)                                                                        | 0.67 (17)                                                                        | 1.39 (35)                                                                        | 2.63 (67)                                                                        | 3.33 (85)                                                                        | 4.79 (122)                                                                       | 3.99 (101)                                                                       | 3.89 (99)                                                                        | 2.64 (67)                                                                        | 2.40 (61)                                                                        | 1.42 (36)                                                                        | 0.84 (21)                                                                        | 28.67 (728)                                                                      |
| Lượng tuyết rơi trung bình inches (cm)                                           | 9.2 (23)                                                                         | 7.8 (20)                                                                         | 6.9 (18)                                                                         | 3.8 (9.7)                                                                        | 0.0 (0.0)                                                                        | 0.0 (0.0)                                                                        | 0.0 (0.0)                                                                        | 0.0 (0.0)                                                                        | 0.0 (0.0)                                                                        | 0.5 (1.3)                                                                        | 7.8 (20)                                                                         | 10.1 (26)                                                                        | 46.1 (118)                                                                       |
| Số ngày giáng thủy trung bình (≥ 0.01 in)                                        | 6.0                                                                              | 4.9                                                                              | 6.6                                                                              | 8.4                                                                              | 11.2                                                                             | 12.0                                                                             | 9.6                                                                              | 8.8                                                                              | 8.6                                                                              | 9.2                                                                              | 5.8                                                                              | 6.6                                                                              | 97.7                                                                             |
| Số ngày tuyết rơi trung bình (≥ 0.1 in)                                          | 5.8                                                                              | 4.4                                                                              | 4.1                                                                              | 1.3                                                                              | 0.0                                                                              | 0.0                                                                              | 0.0                                                                              | 0.0                                                                              | 0.0                                                                              | 0.4                                                                              | 3.4                                                                              | 5.7                                                                              | 25.1                                                                             |
| Nguồn 1: NOAA                                                                    |                                                                                  |                                                                                  |                                                                                  |                                                                                  |                                                                                  |                                                                                  |                                                                                  |                                                                                  |                                                                                  |                                                                                  |                                                                                  |                                                                                  |                                                                                  |
| Nguồn 2: NWS/XMACIS2                                                             |                                                                                  |                                                                                  |                                                                                  |                                                                                  |                                                                                  |                                                                                  |                                                                                  |                                                                                  |                                                                                  |                                                                                  |                                                                                  |                                                                                  |                                                                                  |